# Kraftstoffcode
Der Kraftstoffcode des Kraftfahrt-Bundesamtes bildet einen Schlüssel für die Energiequelle von Fahrzeugen. Er liefert damit ein Unterscheidungsmerkmal in der Klassifizierung von Fahrzeugen. Er ist auch Teil der Zulassungsbescheinigung Teil 1 (Fahrzeugschein) und dort in Feld 10 Kraftstoffart oder Energiequelle zu finden.

## Liste
- 0000 Unbekannt
- 0001 Benzin
- 0002 Diesel
- 0003 Vielstoff
- 0004 reines Elektrofahrzeug
- 0005 Flüssiggas (LPG) – Autogas, Gasfahrzeug
- 0006 bivalenter Betrieb mit Benzin oder Flüssiggas (LPG) – Autogas, Gasfahrzeug
- 0007 bivalenter Betrieb mit Benzin oder komprimiertem Erdgas (CNG) – Gasfahrzeug
- 0008 kombinierter Betrieb mit Benzin und Elektromotor – Hybridelektrokraftfahrzeug
- 0009 Erdgas (NG)
- 0010 kombinierter Betrieb mit Diesel und Elektromotor – Hybridelektrokraftfahrzeug
- 0011 Wasserstoff – Wasserstoffantrieb in einem Wasserstoffverbrennungsmotor
- 0012 kombinierter Betrieb mit Wasserstoff und Elektromotor
- 0013 bivalenter Betrieb mit Wasserstoff oder Benzin
- 0014 bivalenter Betrieb mit Wasserstoff oder Benzin kombiniert mit Elektromotor
- 0015 Brennstoffzelle mit Primärenergie Wasserstoff – Brennstoffzellenfahrzeug
- 0016 Brennstoffzelle mit Primärenergie Benzin
- 0017 Brennstoffzelle mit Primärenergie Methanol – Direktmethanolbrennstoffzelle
- 0018 Brennstoffzelle mit Primärenergie Ethanol
- 0019 kombinierter Betrieb mit Vielstoff- und Elektromotor
- 0020 Methan (Biogas), das schließt auch Holzgas ein
- 0021 bivalenter Betrieb mit Benzin oder Methan
- 0022 kombinierter Betrieb mit Erdgas und Elektromotor
- 0023 Benzin/Ethanol (hierunter ist ein Kraftstoffgemisch zu verstehen wie z. B. E85) -- Ethanol-Kraftstoff
- 0024 kombinierter Betrieb mit Flüssiggas (LPG) und Elektromotor
- 0025 Hybridantrieb mit Benzin und extern aufladbarem elektrischen Speicher (Plug-in-Hybrid)
- 0026 Hybridantrieb mit Diesel und extern aufladbarem elektrischen Speicher (Plug-in-Hybrid)
- 0027 Hybridantrieb mit Flüssiggas (LPG) und extern aufladbarem elektrischen Speicher (Plug-in-Hybrid)
- 0028 Hybridantrieb mit Wasserstoff und extern aufladbarem elektrischen Speicher (Plug-in-Hybrid)
- 0029 Hybridantrieb mit Vielstoff und extern aufladbarem elektrischen Speicher (Plug-in-Hybrid)
- 0030 Hybridantrieb mit Erdgas (NG) und extern aufladbarem elektrischen Speicher (Plug-in-Hybrid)
- 0031 Hybridantrieb mit bivalentem Betrieb mit Wasserstoff oder Benzin und ext. aufladb. elektr. Speicher (Plug-in-Hybrid)
- 0032 Wasserstoff/Erdgas (das Kraftstoffgemisch HCNG)
- 0033 Hybridantrieb mit Wasserstoff/Erdgas und extern aufladbarem elektrische Speicher (Plug-in-Hybrid)
- 0034 Ethanol (hierunter ist auch ein Kraftstoffgemisch zu verstehen, dem neben Ethanol noch andere Kraftstoffe – ausgenommen Benzin (s. Code 0023)-oder Additive (z. B. Zündverbesserer) zugesetzt wurden (z. B. E95))
- 0035 Hybridantrieb mit Brennstoffzelle (Elektromotor) und Wasserstoff (Verbrennungsmotor) (Arbeitsverfahren NOVC-FCHV, Non Off-Vehicle Charging Fuel Cell Hybrid Vehicle, also ohne extern aufladbaren elektrischen Speicher)
- 0036 Hybridantrieb mit Brennstoffzelle (Elektromotor) und Wasserstoff (Verbrennungsmotor) mit extern aufladbarem elektrischen Speicher (Plug-in-Hybrid, Arbeitsverfahren OVC-FCHV: Off-Vehicle Charging Fuel Cell Hybrid Vehicle)[1]
- 0037	Zweistoffbetrieb mit verflüssigtem Erdgas (LNG) und Diesel
- 0038	Verflüssigtes Erdgas (LNG)
- 9999	Andere